# GPIM
GPIM（Green Propellant Infusion Mission：グリーン推進剤注入ミッション）は安全性の高い「グリーン推進剤」を実証するアメリカ航空宇宙局(NASA)の技術開発ミッション。その実用化に向けて宇宙空間での動作を検証する同名の人工衛星が2019年に打ち上げられた。

## 概要
人工衛星など宇宙機が軌道上で使用するスラスターには一液式ロケットが使われていて、推進剤にはヒドラジン系が主流であるが、人体に対する強い有毒性を持ち、その取り扱いには化学防護服の着用など厳重な安全管理を要するため、その代替となる安全な推進剤「グリーン推進剤」の開発が各国で進められている。アメリカ空軍研究所によって開発された硝酸ヒドロキシルアンモニウムと酸化剤の混合燃料「AF-M315E」は、充填作業が安全であるとともに、ヒドラジンと比較して密度比推力が高い（密度が45％高く嵩張らない）ため燃料タンクの容積と重量を小さくできるほか、凝固点もマイナス22度と低く、推進剤の予熱ヒーターの電力消費を抑えられるといった長所を持っており、NASA宇宙技術ミッション局(Space Technology Mission Directorate)のプログラムとして、人工衛星を用いた宇宙空間での実証試験が行われることとなった。
衛星プラットフォームとして使用されたのはボール・エアロスペースの小型衛星バスBCP-100で、過去にアメリカ国防総省の実験衛星STPSat-2（2010年打ち上げ）およびSTPSat-3（2013年打ち上げ）で使用された実績がある。GPIMはこの経験を活かして46日の短期間で組み立てられた。硝酸ヒドロキシルアンモニウムをベースにした推進剤は燃焼温度が高いことが技術的課題であり、スラスターはエアロジェット・ロケットダイン社によって新規に開発・製造されたものが使用されている。
GPIMは、台湾・米国共同開発のFORMOSAT-7など計24基の衛星を一度に打ち上げるアメリカ空軍主導のライドシェア・ミッション「宇宙テストプログラム2（STP-2）」によって、ファルコンヘビー3号機を用い2019年6月25日にケネディ宇宙センターより打ち上げられた。
打ち上げ後3ヵ月の間に衛星の姿勢制御と軌道変更を含むグリーン推進剤の実証試験を行い、ミッション終了までの13ヵ月に渡ってサブペイロードによる観測を実施する予定となっている。

## その他の搭載機器
同衛星にはAF-M315Eの推進系統・燃料タンクのほかに、国防総省（DOD）の宇宙実験審査委員会によって選ばれた3つの機器がサブペイロードとして搭載されている。そのうちiMESA-RとSWATSは過去の技術試験衛星（STPSat-3）や国際宇宙ステーションのエクスプレス補給キャリアにも搭載され観測を行っており、GPIMに搭載された機器はその継続ミッションとなる。
- 統合型小型静電分析器 iMESA-R (Integrated Miniaturized Electrostatic Analyzer Reflight)

宇宙天気予報に関わるプラズマ密度と温度を測定する、空軍士官学校（SAFA）によるミッション。GPIMと同時に打ち上げれられた技術試験衛星OTB-1(Orbital Test Bed)にも同じ装置が搭載されており、後日打ち上げられる2基と合わせ合計4基の衛星コンステレーションとして観測を行う予定。
- 小型風温度計 SWATS (Small Wind and Temperature Spectrometer)

OTHレーダーや長距離通信に影響する電離層を研究するために、イオン温度・イオンドリフトなどを測定するアメリカ海軍研究所(NRL)のミッション。
- 宇宙物体自己追跡装置 SOS (Space Object Self-tracker)

GPS情報を使って人工衛星が自身の位置を計算し発信する装置。人工衛星衝突の対策として、軽量・低コスト・低消費電力の装置開発を目指す。アメリカ空軍工科大学(AFIT)によって製作された。